# Baros (Kota Agung)
Baros is een bestuurslaag in het regentschap Tanggamus van de provincie Lampung, Indonesië. Baros telt 4100 inwoners (volkstelling 2010).